# Michèle Métail
Michèle Métail  (geboren 8. Juni 1950 in Paris) ist eine französische Lyrikerin.

## Leben
Michèle Métail studierte Germanistik und promovierte mit einer Studie zur älteren chinesischen Dichtung. Das Interesse an der lyrischen Form prägte fortan ihr Werk. Bis 1998 gehörte sie der Bewegung Oulipo (L' Ouvroir de Littérature Potentielle – Werkstatt der potentiellen Literatur) an, die mit Formzwängen experimentiert. Als Gast des Berliner Künstlerprogramms des DAAD 2001 verfasste sie fragmentarische Momentaufnahmen der Stadt Berlin im Fotoformat 10 × 15 (10 Zeilen à 15 Buchstaben), von Elfriede Czurda als 10 × 17 ins Deutsche übersetzt (Gehen und Schreiben. Gedächtnis-Inventar). Diesen tagebuchartigen Skizzen stehen Fotos von anderen Orten gegenüber. Abbildung und Text würden eine Art Polyphonie erzeugen.
Auch der Gruppe „Les arts contigus“ („Die verwandten Künste“), die sie mit Louis Roquin gründete, geht es um das Zusammentreffen
verschiedener Ausdrucksformen.
Seit 1973 veröffentlicht Métail ihre Gedichte auch mündlich bei interdisziplinär angelegten Lesungen. Der mündliche Vortrag gilt ihr als Endstufe der Kreation, „der Wurf des Wortes in den Raum“ als „höchste Form des Schreibens“. Das „Poème infini“ ist fortgesetzter Ausdruck dessen, eine Reflexion über die Sprache.
Im Herbst 2002 war Métail Stipendiatin im Künstlerhaus Schloss Wiepersdorf. Im Sommersemester 2005 hatte sie die Samuel-Fischer-Gastprofessur für Literatur am Peter-Szondi-Institut der FU Berlin inne. Sie lebt in Lasalle im Département Gard.

## Werke (Auswahl)
- Writing the Real: A Bilingual Anthology of Contemporary French Poetry (übersetzt von Susan Wicks). Enitharmon Press, 2015.
- La route de cinq pieds. 2009
  - Weg. fünf Füße breit. Aus dem Franz. von Ulrike Draesner und der Autorin. Wien: Ed. Korrespondenzen, 2009
- L’un l’autre, esperluette ; précédé par un Entretien avec Kristell Loquet et Jean-Luc Parant L’un, l’autre : esperluette. 2008
- 2888 Donauverse aus einem unendlichen Gedicht: mit vier Fotos an der Donau. Wien: Ed. Korrespondenzen, 2006, ISBN 3-902113-43-X
- Voyage au pays de Shu: anthologie : journal 1170-1998. 2004
- Matin bleu. 2003
- Gehen und schreiben. Aus dem Franz. von Elfriede Czurda. Nachw. von Herbert Wiesner. Berlin: DAAD, Berliner Künstlerprogramm, 2002
- Toponyme : Berlin: dédale, cadastre, jumelage, panorama. 2002
- La ville, de la ville: plan parcellaire. 2001
- 64 poèmes du ciel et de la terre. 2000
- Les horizons du sol: panorama. 1999
- La carte de la sphère armillaire de Su Hui: un poème chinois à "lecture retournée" du IVe siècle. 1998
- Cent pour cent. 1998
- Filigranes: poèmes du vide. 1986
- Cinquante poèmes oscillatoires. 1986
- Cinquante poèmes corpusculaires: essai de poésie minimale. 1986